# Lista över fornlämningar i Säffle kommun (Huggenäs)
Lista över fornlämningar i Säffle kommun (Huggenäs) är en förteckning av ett urval av de fornlämningar som finns i Huggenäs i Säffle kommun.
| Namn                       | Lämningstyp    | Tillkomsttid | Historisk indelning | Plats | Läge                 | ID-nr          | Bild                                 |
| -------------------------- | -------------- | ------------ | ------------------- | ----- | -------------------- | -------------- | ------------------------------------ |
| Huggenäs 1:1               | Stenkammargrav |              | Huggenäs, Värmland  |       | 59.095628, 13.029240 | 10214900010001 | Ladda upp en bild av detta fornminne |
| Huggenäs 4:1               | Stenkammargrav |              | Huggenäs, Värmland  |       | 59.099785, 13.016995 | 10214900040001 | Ladda upp en bild av detta fornminne |
| Huggenäs 5:1               | Stenkammargrav |              | Huggenäs, Värmland  |       | 59.105983, 13.024973 | 10214900050001 | Ladda upp en bild av detta fornminne |
| Huggenäs 6:1               | Stensättning   |              | Huggenäs, Värmland  |       | 59.113940, 13.052594 | 10214900060001 | Ladda upp en bild av detta fornminne |
| Huggenäs 7:1               | Stenkammargrav |              | Huggenäs, Värmland  |       | 59.120563, 13.056881 | 10214900070001 | Ladda upp en bild av detta fornminne |
| Huggenäs 8:1               | Stenkammargrav |              | Huggenäs, Värmland  |       | 59.117244, 13.054834 | 10214900080001 | Ladda upp en bild av detta fornminne |
| Huggenäs 10:1              | Stensättning   |              | Huggenäs, Värmland  |       | 59.125417, 13.027569 | 10214900100001 | Ladda upp en bild av detta fornminne |
| Huggenäs 11:1              | Röse           |              | Huggenäs, Värmland  |       | 59.126316, 13.005383 | 10214900110001 | Ladda upp en bild av detta fornminne |
| Huggenäs 12:1              | Stensättning   |              | Huggenäs, Värmland  |       | 59.123977, 13.007277 | 10214900120001 | Ladda upp en bild av detta fornminne |
| Huggenäs 12:2              | Stensättning   |              | Huggenäs, Värmland  |       | 59.123772, 13.006994 | 10214900120002 | Ladda upp en bild av detta fornminne |
| Huggenäs 13:1              | Hög            |              | Huggenäs, Värmland  |       | 59.121170, 13.018953 | 10214900130001 | Ladda upp en bild av detta fornminne |
| Huggenäs 13:2              | Hög            |              | Huggenäs, Värmland  |       | 59.121150, 13.018706 | 10214900130002 | Ladda upp en bild av detta fornminne |
| Huggenäs 14:1              | Stensättning   |              | Huggenäs, Värmland  |       | 59.119920, 13.020376 | 10214900140001 | Ladda upp en bild av detta fornminne |
| Huggenäs 14:2              | Stensättning   |              | Huggenäs, Värmland  |       | 59.119910, 13.020024 | 10214900140002 | Ladda upp en bild av detta fornminne |
| Huggenäs 15:1              | Stensättning   |              | Huggenäs, Värmland  |       | 59.116402, 13.013322 | 10214900150001 | Ladda upp en bild av detta fornminne |
| Huggenäs 16:1              | Stensättning   |              | Huggenäs, Värmland  |       | 59.116172, 13.011031 | 10214900160001 | Ladda upp en bild av detta fornminne |
| Huggenäs 17:1              | Stenkammargrav |              | Huggenäs, Värmland  |       | 59.130646, 12.977522 | 10214900170001 | Ladda upp en bild av detta fornminne |
| Huggenäs 19:1              | Röse           |              | Huggenäs, Värmland  |       | 59.117286, 13.065568 | 10214900190001 | Ladda upp en bild av detta fornminne |
| Huggenäs 21:1              | Stenkrets      |              | Huggenäs, Värmland  |       | 59.126518, 13.004073 | 10214900210001 | Ladda upp en bild av detta fornminne |
| Domarsätet (Huggenäs 23:1) | Stenkrets      |              | Huggenäs, Värmland  |       | 59.112772, 13.045092 | 10214900230001 | Ladda upp en bild av detta fornminne |
| Domarsätet (Huggenäs 23:2) | Stensättning   |              | Huggenäs, Värmland  |       | 59.112673, 13.045227 | 10214900230002 | Ladda upp en bild av detta fornminne |
| Huggenäs 24:1              | Stenkammargrav |              | Huggenäs, Värmland  |       | 59.095024, 13.028420 | 10214900240001 | Ladda upp en bild av detta fornminne |
| Huggenäs 25:1              | Stensättning   |              | Huggenäs, Värmland  |       | 59.110492, 12.998192 | 10214900250001 | Ladda upp en bild av detta fornminne |
| Huggenäs 26:1              | Röse           |              | Huggenäs, Värmland  |       | 59.105790, 13.004086 | 10214900260001 | Ladda upp en bild av detta fornminne |
| Huggenäs 27:1              | Stensättning   |              | Huggenäs, Värmland  |       | 59.153472, 12.970235 | 10214900270001 | Ladda upp en bild av detta fornminne |
| Huggenäs 34:1              | Stensättning   |              | Huggenäs, Värmland  |       | 59.154934, 12.989275 | 10214900340001 | Ladda upp en bild av detta fornminne |
| Huggenäs 34:2              | Stensättning   |              | Huggenäs, Värmland  |       | 59.155125, 12.989156 | 10214900340002 | Ladda upp en bild av detta fornminne |
| Huggenäs 37:1              | Stensättning   |              | Huggenäs, Värmland  |       | 59.132021, 13.005577 | 10214900370001 | Ladda upp en bild av detta fornminne |
| Huggenäs 37:2              | Stensättning   |              | Huggenäs, Värmland  |       | 59.131833, 13.005521 | 10214900370002 | Ladda upp en bild av detta fornminne |
| Huggenäs 51:1              | Stensättning   |              | Huggenäs, Värmland  |       | 59.150681, 12.977222 | 10214900510001 | Ladda upp en bild av detta fornminne |
| Huggenäs 51:2              | Stensättning   |              | Huggenäs, Värmland  |       | 59.150787, 12.976918 | 10214900510002 | Ladda upp en bild av detta fornminne |
| Huggenäs 53:1              | Stensättning   |              | Huggenäs, Värmland  |       | 59.144899, 12.983875 | 10214900530001 | Ladda upp en bild av detta fornminne |
| Huggenäs 56:1              | Hög            |              | Huggenäs, Värmland  |       | 59.138853, 13.011907 | 10214900560001 | Ladda upp en bild av detta fornminne |
| Huggenäs 56:2              | Hög            |              | Huggenäs, Värmland  |       | 59.138156, 13.011305 | 10214900560002 | Ladda upp en bild av detta fornminne |
| Huggenäs 56:3              | Hög            |              | Huggenäs, Värmland  |       | 59.137767, 13.012297 | 10214900560003 | Ladda upp en bild av detta fornminne |
| Huggenäs 57:1              | Stenkammargrav |              | Huggenäs, Värmland  |       | 59.137233, 13.026715 | 10214900570001 | Ladda upp en bild av detta fornminne |
| Enarsval (Huggenäs 59:1)   | Stenkrets      |              | Huggenäs, Värmland  |       | 59.161824, 12.984926 | 10214900590001 | Ladda upp en bild av detta fornminne |
| Enarsval (Huggenäs 59:2)   | Stensättning   |              | Huggenäs, Värmland  |       | 59.161835, 12.985230 | 10214900590002 | Ladda upp en bild av detta fornminne |
| Huggenäs 63:1              | Gravfält       |              | Huggenäs, Värmland  |       | 59.149094, 12.989204 | 10214900630001 | Ladda upp en bild av detta fornminne |
| Huggenäs 112:1             | Kvarn          |              | Huggenäs, Värmland  |       | 59.138390, 13.052601 | 10214901120001 | Ladda upp en bild av detta fornminne |
| Huggenäs 156:1             | Stensättning   |              | Huggenäs, Värmland  |       | 59.155824, 12.969716 | 10214901560001 | Ladda upp en bild av detta fornminne |
| Huggenäs 156:2             | Stensättning   |              | Huggenäs, Värmland  |       | 59.155649, 12.969888 | 10214901560002 | Ladda upp en bild av detta fornminne |